# Герчики
Герчики — деревня в Смоленской области России, в Смоленском районе.
Расположена в западной части области в 25 км к югу от г. Смоленска, в 15 км к западу от автодороги А141 Орёл — Витебск, на левом берегу реки Упокой.
Входит в состав Талашкинского сельского поселения. Автобусное сообщение со Смоленском.
Население — 28 жителей (2007 год).

## История
В прошлом деревня была владельческим селом Герчиково. В 1654 г. царь Алексей Михайлович пожаловал его смоленскому воеводе шотландского происхождения, Аврааму Лесли.
В 1769-74 гг. потомок первого владельца, коллежский асессор И. В. Лесли, построил в селе деревянную Троицкую церковь и несколько усадебных строений. В 1790-х годах усадьбой владеет М. А. Корбутовский (женатый на дочери Лесли Прасковье). Он строит в стиле классицизма каменный двухэтажный дом с мезонином. В 1808 построена новая каменная церковь. Разбит парк с прудами.
В 1860-х годах усадьба принадлежала дворянскому роду Полянских. У них было около 1000 десятин земли и образцовое хозяйство. С 1904 года усадьба принадлежала агроному А. П. Мещерскому, здесь родился его сын Н. А. Мещерский, языковед. В 1904—1906 гг. в усадьбе бывала свояченица хозяина усадьбы, Ольга Форш. В 1914 г. имение выкупил скульптор В. А. Беклемишев.
В 1918 году усадьбу национализировали, в усадебном доме размещалась школа. С 1986 года — летний оздоровительный лагерь. Сохранилась часть парка, сильно заросшего. Церковь в руинах. В 1941 году в деревне действовала подпольная группа сельского учителя А. Базыкина.
В XXI веке руинированный усадебный дом перешёл в частную собственность и был восстановлен инвестором как "отель-усадьба «Лафер».

## Экономика
С 1986 года функционировал летний оздоровительный лагерь смоленского завода холодильников ОАО «Айсберг».

## Достопримечательности
- Памятник археологии: городище северо-восточнее деревни на левом берегу реки Упокой.
- Мемориальная доска в память о Герчиковской подпольной организации. Установлена на усадебном доме Корбутовских в 1981 году.
- Памятник архитектуры: Церковь Троицы, 1808 год.